# Ticodendraceae
Ticodendraceae é uma família monotípica de plantas com flor da ordem Fagales cujo único género é Ticodendron, por sua vez também um táxon monotípico tendo como única espécie Ticodendron incognitum, uma árvore de grande porte, que atinge entre 20 a 30 metros de altura, natural das florestas tropicais de grande altitude da América Central. A espécie foi descrita pela primeira vez apenas em 1989, num habitat remoto, por ter aspecto semelhante a várias espécies de betuláceas.

## Descrição
Ticodendron incognitum é a única espécie extante conhecida do género Ticodendron, o qual por sua vez é o único género da família monotípica Ticodendraceae. A família está filogeneticamente próxima das Betulaceae, das quais é o grupo irmão.
A espécie foi apenas descoberta em 1989, nas montanhas da Costa Rica, tendo sido negligenciada anteriormente devido ao seu habitat em florestas ainda pouco pesquisadas e por aparência muito comum, semelhante a um amieiro. Investigação adicional demonstrou que o seu alcance se estende desde o sul do México (Veracruz, Oaxaca e Chiapas) para sul através da América Central até ao Panamá.

### Morfologia
Ticodendron incognitum é uma árvore perenifólia com altura que varia dos 7 aos 20–30 m de altura, superficialmente semelhante a um amieiro em aparência, com folhagem de filotaxia alternada, folhas simples com 5–12 cm de comprimento, com margem serrada. A espécie atinge um perímetro à altura do peito (PAP) de 40 a 80 cm. A madeira é amarelada.
As folhas estão inseridas nos ramos segundo uma filotaxia alternada. São folhas divididas em pecíolo e lâmina foliar, com o pecíolo sulcado na parte superior com 10 a 15 milímetros de comprimento. A lâmina foliar é simples e quase coriácea, de forma elíptica-ovada, com um comprimento de 8 a 13 centímetros e uma largura de 4 a 8 centímetros. As folhas são penatinérveas, com 8 a 13 nervuras laterais em cada lado da nervura principal. A margem da folha é duplamente serrada. O lado de baixo da folha é inicialmente pilosa, depois coberto em graus variados com tricomas simples. A página superior da folha é glabra. As brácteas são longas, com cerca de 15 milímetros de comprimento, e cobrem inicialmente o broto, mas caem cedo, deixando uma cicatriz foliar distinta.
Ticodendron incognitum é uma espécie dioica, com sexos separados, ou poligamodioica. As flores ocorrem em inflorescências simples ou compostas, pêndulas, com 1,5 a 4,0 centímetros de comprimento, com brácteas. Cada inflorescência é composta por grupos de uma a três flores masculinas juntas formando um amentilho composto. As flores femininas ocorrem isoladas em amentilhos simples.
As flores são unissexuais, pequenas e reduzidas nas peças florais. As flores femininas apresentam brácteas rudimentares. As flores masculinas não apresentam brácteas. Nas flores masculinas existem oito a dez estames livres, férteis, com 2 a 3 mm de comprimento, cada um com uma antera alongada com cerca de 2 mm de comprimento. Cada flor feminina tem mais de três brácteas transitórias, dois carpelos fundidos a um ovário ínfero. Os dois, raramente três, estiletes são livres, com estigmas alongados. A polinização ocorre através do vento (anemofilia).
O fruto é uma drupa com um comprimento de cerca de 7 centímetros e um diâmetro de cerca de 4 centímetros, assimétrico e um pouco carnudo. Contém apenas uma semente. O endocarpo é longitudinalmente sulcado e muito duro. O número cromossómico básico é 2n = 26.

### Distribuição
A distribuição natural é exclusivamente neotropical, estendendo-se do centro do México pelA Guatemala, Costa Rica, Nicarágua e Honduras até ao sul do Panamá.
Ticodendron incognitum tem como habitat as florestas tropicais de montanha, em especial a floresta nublada. Geralmente ocorre em altitudes entre os 900 e 2300 metros. A espécie ocorre apenas em pequenas populações isoladas ou como um único espécime isolado.
Os nomes comunas nas terras onde é nativo são "jaúl macho", "jaúl nazareno", "duraznillo" e "candelillo morado".

## Filogenia e sistemática

### Filogenia
A aplicação das técnicas da filogenética molecular sugere as seguintes relações da família monotípica Ticodendraceae com as restantes famílias que integram a ordem Fagales:
|  | Myricaceae   |
|  |              |
|  | Juglandaceae |
|  |              |

|  | \| \| Ticodendraceae \| \| \| \| \| \| Betulaceae \| \| \| \| |
|  |                                                               |
|  | Casuarinaceae                                                 |
|  |                                                               |
|  | Ticodendraceae                                                |
|  |                                                               |
|  | Betulaceae                                                    |
|  |                                                               |

|  | Ticodendraceae |
|  |                |
|  | Betulaceae     |
|  |                |

|  | Myricaceae   |
|  |              |
|  | Juglandaceae |
|  |              |

|  | \| \| Ticodendraceae \| \| \| \| \| \| Betulaceae \| \| \| \| |
|  |                                                               |
|  | Casuarinaceae                                                 |
|  |                                                               |
|  | Ticodendraceae                                                |
|  |                                                               |
|  | Betulaceae                                                    |
|  |                                                               |

|  | Ticodendraceae |
|  |                |
|  | Betulaceae     |
|  |                |

|  | Myricaceae   |
|  |              |
|  | Juglandaceae |
|  |              |

|  | \| \| Ticodendraceae \| \| \| \| \| \| Betulaceae \| \| \| \| |
|  |                                                               |
|  | Casuarinaceae                                                 |
|  |                                                               |
|  | Ticodendraceae                                                |
|  |                                                               |
|  | Betulaceae                                                    |
|  |                                                               |

|  | Ticodendraceae |
|  |                |
|  | Betulaceae     |
|  |                |

|  | Myricaceae   |
|  |              |
|  | Juglandaceae |
|  |              |

|  | \| \| Ticodendraceae \| \| \| \| \| \| Betulaceae \| \| \| \| |
|  |                                                               |
|  | Casuarinaceae                                                 |
|  |                                                               |
|  | Ticodendraceae                                                |
|  |                                                               |
|  | Betulaceae                                                    |
|  |                                                               |

|  | Ticodendraceae |
|  |                |
|  | Betulaceae     |
|  |                |

|  | Myricaceae   |
|  |              |
|  | Juglandaceae |
|  |              |

|  | \| \| Ticodendraceae \| \| \| \| \| \| Betulaceae \| \| \| \| |
|  |                                                               |
|  | Casuarinaceae                                                 |
|  |                                                               |
|  | Ticodendraceae                                                |
|  |                                                               |
|  | Betulaceae                                                    |
|  |                                                               |

|  | Ticodendraceae |
|  |                |
|  | Betulaceae     |
|  |                |

|  | Myricaceae   |
|  |              |
|  | Juglandaceae |
|  |              |

|  | \| \| Ticodendraceae \| \| \| \| \| \| Betulaceae \| \| \| \| |
|  |                                                               |
|  | Casuarinaceae                                                 |
|  |                                                               |
|  | Ticodendraceae                                                |
|  |                                                               |
|  | Betulaceae                                                    |
|  |                                                               |

|  | Ticodendraceae |
|  |                |
|  | Betulaceae     |
|  |                |

|  | Myricaceae   |
|  |              |
|  | Juglandaceae |
|  |              |

|  | \| \| Ticodendraceae \| \| \| \| \| \| Betulaceae \| \| \| \| |
|  |                                                               |
|  | Casuarinaceae                                                 |
|  |                                                               |
|  | Ticodendraceae                                                |
|  |                                                               |
|  | Betulaceae                                                    |
|  |                                                               |

|  | Ticodendraceae |
|  |                |
|  | Betulaceae     |
|  |                |

|  | Myricaceae   |
|  |              |
|  | Juglandaceae |
|  |              |

|  | \| \| Ticodendraceae \| \| \| \| \| \| Betulaceae \| \| \| \| |
|  |                                                               |
|  | Casuarinaceae                                                 |
|  |                                                               |
|  | Ticodendraceae                                                |
|  |                                                               |
|  | Betulaceae                                                    |
|  |                                                               |

|  | Ticodendraceae |
|  |                |
|  | Betulaceae     |
|  |                |

|  | Myricaceae   |
|  |              |
|  | Juglandaceae |
|  |              |

|  | \| \| Ticodendraceae \| \| \| \| \| \| Betulaceae \| \| \| \| |
|  |                                                               |
|  | Casuarinaceae                                                 |
|  |                                                               |
|  | Ticodendraceae                                                |
|  |                                                               |
|  | Betulaceae                                                    |
|  |                                                               |

|  | Ticodendraceae |
|  |                |
|  | Betulaceae     |
|  |                |

|  | Myricaceae   |
|  |              |
|  | Juglandaceae |
|  |              |

|  | \| \| Ticodendraceae \| \| \| \| \| \| Betulaceae \| \| \| \| |
|  |                                                               |
|  | Casuarinaceae                                                 |
|  |                                                               |
|  | Ticodendraceae                                                |
|  |                                                               |
|  | Betulaceae                                                    |
|  |                                                               |

|  | Ticodendraceae |
|  |                |
|  | Betulaceae     |
|  |                |

|  | Myricaceae   |
|  |              |
|  | Juglandaceae |
|  |              |

|  | \| \| Ticodendraceae \| \| \| \| \| \| Betulaceae \| \| \| \| |
|  |                                                               |
|  | Casuarinaceae                                                 |
|  |                                                               |
|  | Ticodendraceae                                                |
|  |                                                               |
|  | Betulaceae                                                    |
|  |                                                               |

|  | Ticodendraceae |
|  |                |
|  | Betulaceae     |
|  |                |

|  | Myricaceae   |
|  |              |
|  | Juglandaceae |
|  |              |

|  | \| \| Ticodendraceae \| \| \| \| \| \| Betulaceae \| \| \| \| |
|  |                                                               |
|  | Casuarinaceae                                                 |
|  |                                                               |
|  | Ticodendraceae                                                |
|  |                                                               |
|  | Betulaceae                                                    |
|  |                                                               |

|  | Ticodendraceae |
|  |                |
|  | Betulaceae     |
|  |                |

|  | Myricaceae   |
|  |              |
|  | Juglandaceae |
|  |              |

|  | \| \| Ticodendraceae \| \| \| \| \| \| Betulaceae \| \| \| \| |
|  |                                                               |
|  | Casuarinaceae                                                 |
|  |                                                               |
|  | Ticodendraceae                                                |
|  |                                                               |
|  | Betulaceae                                                    |
|  |                                                               |

|  | Ticodendraceae |
|  |                |
|  | Betulaceae     |
|  |                |

|  | Myricaceae   |
|  |              |
|  | Juglandaceae |
|  |              |

|  | \| \| Ticodendraceae \| \| \| \| \| \| Betulaceae \| \| \| \| |
|  |                                                               |
|  | Casuarinaceae                                                 |
|  |                                                               |
|  | Ticodendraceae                                                |
|  |                                                               |
|  | Betulaceae                                                    |
|  |                                                               |

|  | Ticodendraceae |
|  |                |
|  | Betulaceae     |
|  |                |

|  | Myricaceae   |
|  |              |
|  | Juglandaceae |
|  |              |

|  | \| \| Ticodendraceae \| \| \| \| \| \| Betulaceae \| \| \| \| |
|  |                                                               |
|  | Casuarinaceae                                                 |
|  |                                                               |
|  | Ticodendraceae                                                |
|  |                                                               |
|  | Betulaceae                                                    |
|  |                                                               |

|  | Ticodendraceae |
|  |                |
|  | Betulaceae     |
|  |                |

|  | Myricaceae   |
|  |              |
|  | Juglandaceae |
|  |              |

|  | \| \| Ticodendraceae \| \| \| \| \| \| Betulaceae \| \| \| \| |
|  |                                                               |
|  | Casuarinaceae                                                 |
|  |                                                               |
|  | Ticodendraceae                                                |
|  |                                                               |
|  | Betulaceae                                                    |
|  |                                                               |

|  | Ticodendraceae |
|  |                |
|  | Betulaceae     |
|  |                |

Como se deduz do cladograma acima, a família Ticodendraceae é o grupo irmão da família Betulaceae.

### Registo fóssil
O registo fóssil conhecido de espécies desta família inclui frutos fósseis de †Ferrignocarpus bivalvis, do Eoceno médio do Oregon e do Eoceno inferior da flora da formação London Clay do sul da Inglaterra, os quais correspondem de muito perto à morfolgia e anatomia dos frutos da espécie extante de Ticodendron.

### Sistemática
O género Ticodendron foi descrito em 1989 por Jorge Gómez Laurito e Luis Diego Gómez em Annals of the Missouri Botanical Garden, 76 (4), p. 1148-1151, f. 1-6 com a descrição científica da espécie Ticodendron incognitum. A família Ticodendraceae foi originalmente proposta em 1991 por Jorge Gómez Laurito e Luis Diego Gómez em Annals of the Missouri Botanical Garden, 78, 1, p. 87. Esta espécie é filogeneticamente próxima da família Betulaceae.
O nome genérico Ticodendron deriva de Tico, que na Costa Rica é um diminutivo e de dendron, o vocábulo do grego clássico para «árvore», sendo assim directamente traduzível como «arvorezinha».
A família Ticodendraceae Gómez-Laur. & L.D.Gómez inclui apenas um género monotípico:
- Ticodendron Gómez-Laur. & L.D.Gómez com uma única espécie:
  - Ticodendron incognitum Gómez-Laur. & L.D.Gómez.